# Alte Kirche von Petäjävesi
Die Alte Kirche von Petäjävesi ist eine zwischen 1763 und 1764 erbaute Holzkirche in der finnischen Gemeinde Petäjävesi. 1994 wurde sie in die UNESCO-Liste des Weltkulturerbes aufgenommen.
In der Architektur der Kirche verbinden sich Elemente der Renaissance mit älteren Einflüssen der Gotik und der Formensprache der finnischen Holzarchitektur. Die Holzkirche hat nach dem Vorbild der Zentralbauten der Renaissance einen Grundriss in Form eines griechischen Kreuzes mit Armen von ca. 17 Metern Länge und 7 Metern Breite. Das Dach der Kirche mit seiner achteckigen Kuppel weist gotische Elemente auf und imitiert die gemauerten Gewölbe von Steinkirchen.
Schon 1728 hatten die Einwohner des Ortes Petäjävesi, der zu jener Zeit zum Kirchspiel Jämsä gehörte, die Erlaubnis erhalten, eine eigene Kapelle zu errichten, um für den Kirchgang nicht den langen Weg nach Jämsä auf sich nehmen zu müssen. Die Kirche von Petäjävesi wurde dann schließlich zwischen 1763 und 1765 erbaut. Als Standort wählte man eine kleine Halbinsel auf einer Landenge zwischen den Seen Jämsänvesi und Petäjävesi. So war die Kirche leicht zu erreichen – im Sommer per Boot und im Winter über das Eis. Der Baumeister der Holzkirche war Jaakko Klemetinpoika Leppänen. Im Jahr 1821 wurde unter der Leitung seines Enkels Erkki Leppänen der freistehende Glockenturm an der Westseite errichtet. 1867 wurde in weniger als einem Kilometer Entfernung die neue, ebenfalls hölzerne Kirche von Petäjävesi fertiggestellt. Zwölf Jahre später wurde die alte Kirche aufgegeben und drohte zu verfallen. Nachdem der österreichische Kunsthistoriker Josef Strzygowski auf den historischen Wert der Kirche hinwies, begannen 1929 erste Restaurierungsmaßnahmen. 1994 wurde die Holzkirche als Beispiel für die einzigartige, traditionelle ostskandinavische Holzkirchenbautradition von der UNESCO in die Liste des Weltkulturerbes aufgenommen. Heute ist die Kirche vor allem eine Touristenattraktion, im Sommer werden auch Gottesdienste veranstaltet.

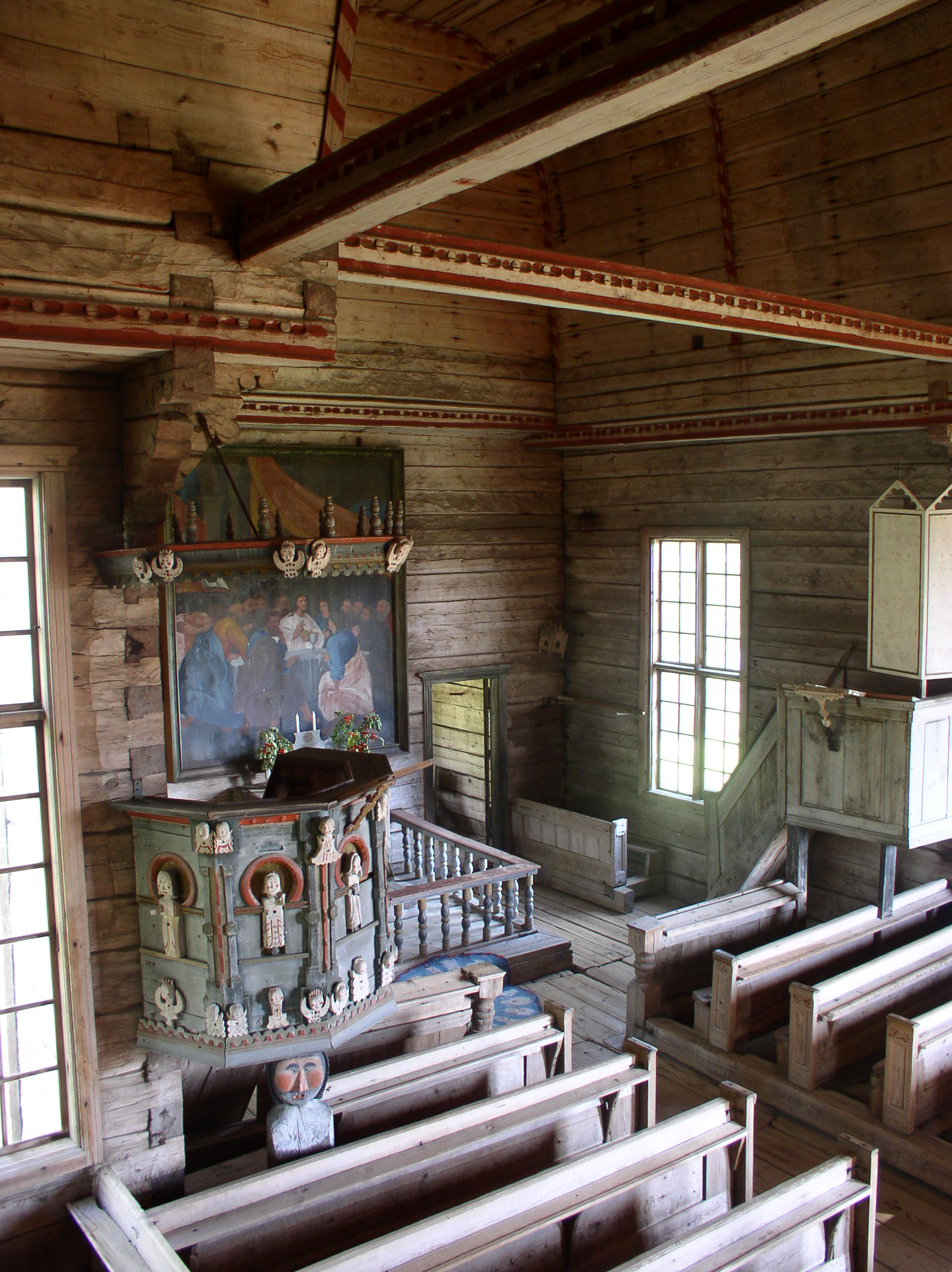
Innenansicht der Kirche
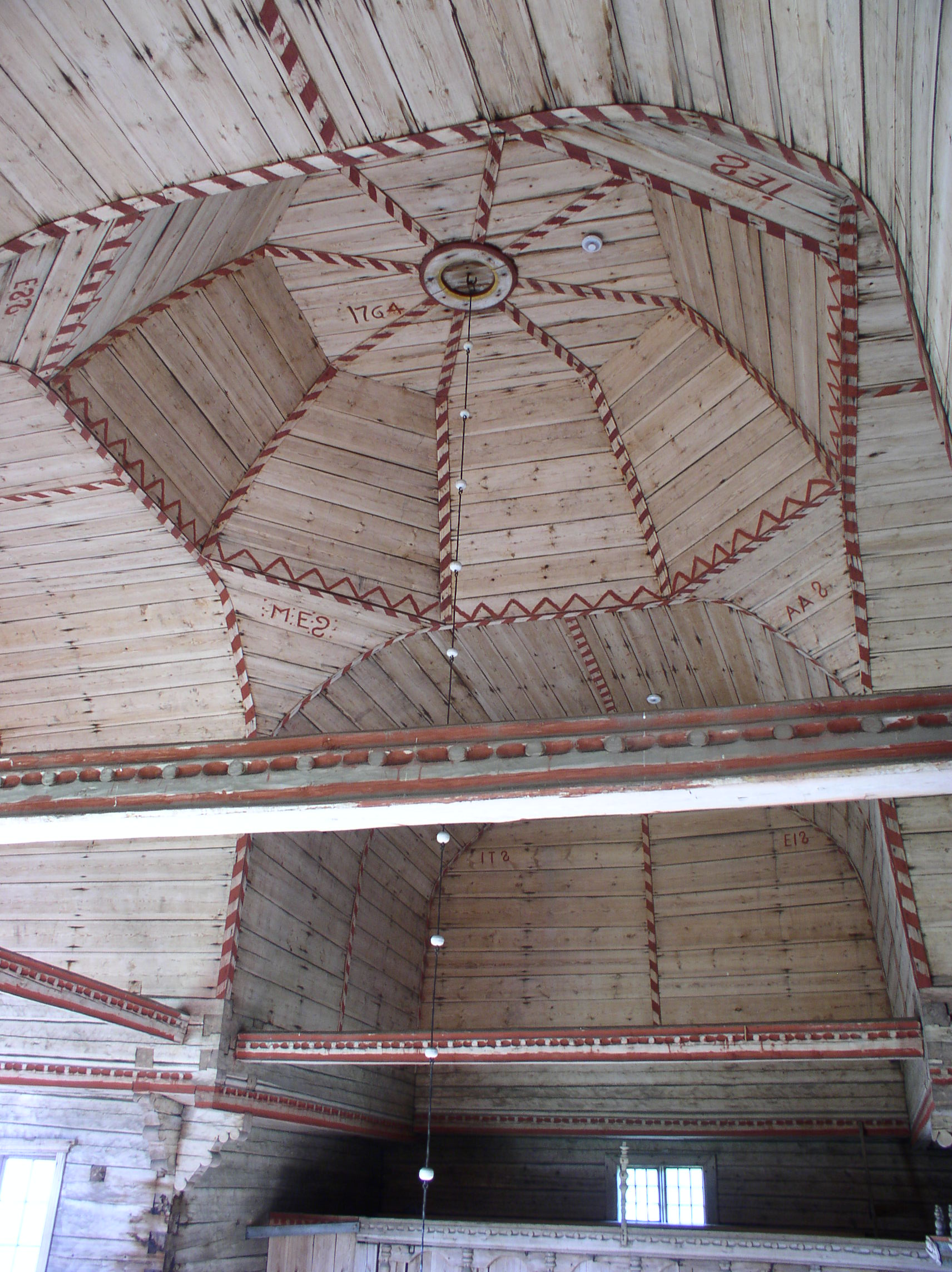
Dach mit achteckiger Kuppel